# Trappes
Trappes je zahodno predmestje Pariza in občina v osrednjem francoskem departmaju Yvelines regije Île-de-France. Leta 1999 je naselje imelo 28.812 prebivalcev.

## Geografija
Kraj leži v osrednji Franciji 13 km zahodno od Versaillesa in 27 km od središča Pariza; je del leta 1970 nastalega mestnega naselja Saint-Quentin-en-Yvelines.

## Administracija
Trappes je sedež istoimenskega kantona, vključenega v okrožje Versailles.

## Znamenitosti
- cerkev sv. Jurija iz leta 1703;

## Pobratena mesta
- Castiglione del Lago (Italija),
- Congleton (Združeno kraljestvo),
- Kopřivnice (Češka).